# كاربينيتو رومانو
كاربينيتو رومانو هي بلدة تقع في العاصمة روما في إيطاليا .

## السكان
في سنة 1871 بلغ عدد السكان 3٬901 نسمة، وتطور العدد ليصل في سنة 2011 لـ 4٬649 نسمة.
يظهر هذا المخطط البياني تطور النمو السكاني لـ كاربينيتو رومانو

## توأمة
لكاربينيتو رومانو اتفاقيات توأمة مع كل من:
- Wadowice [الإنجليزية]‏
- حمرون [الإنجليزية]‏
- كاشا

## أعلام
- ليون الثالث عشر